# GSC2921-11-1
GSC2921-11-1 є хімічно пекулярною зорею спектрального класу
Зорі спектрального класу й має видиму зоряну величину в смузі V приблизно 9,6.